# Not Like You
«Not Like You» es una canción interpretada por el cantante alemán Alexander Klaws. Escrita por Nick Jarl, Alexander Kronlund, Kurt49 y producida por el primero, fue lanzada en febrero de 2006 como segundo sencillo para el  tercer álbum de estudio de Klaws, Attention! (2006).

## Lista de canciones
| Not Like You - CD Sencillo |                                   |          |  |
| N.º                        | Título                            | Duración |  |
| 1.                         | «Not Like You» (Radio Version)    | 3:25     |  |
| 2.                         | «Not Like You» (Original Version) | 3:51     |  |

## Posicionamiento en listas
| Lista (2006)                          | Máxima posición |
| ------------------------------------- | --------------- |
| Alemania (Offizielle Deutsche Charts) | 16              |
| Austria (Ö3 Austria Top 40)           | 55              |
| Suiza (Schweizer Hitparade)           | 81              |